# Montpézat
Montpézat település Franciaországban, Gers megyében. Lakosainak száma 242 fő (2022. január 1.). Montpézat Laymont, Goudex, Montastruc-Savès, Le Pin-Murelet, Saint-Araille, Sajas, Sénarens és Saint-Lizier-du-Planté községekkel határos.

## Népesség
A település népességének változása:
| Lakosok száma | 280  | 236  | 214  | 231  | 239  | 242  | 242  | 239  | 240  | 242  |
|               | 1968 | 1982 | 1990 | 2006 | 2013 | 2015 | 2017 | 2019 | 2020 | 2022 |